# Gepanzerter Kraftwagen
Gepanzerter Kraftwagen, Sd.Kfz. 3 (Sonderkraftfahrzeug) — германский бронетранспортёр 1920-х годов. Создавался в Веймарской республике в рамках ограничений на строительство бронетехники, наложенной на Германию по окончании Первой мировой войны по Версальскому договору. По разным данным, от 20 до 40 экземпляров Sd.Kfz.3 изготовлено в 1927 году на шасси артиллерийского тягача Kp.D. 100 PS времён Первой мировой войны. Эти бронетранспортёры использовались лишь для учебно-тренировочных целей и были сняты с вооружения к 1936 году.